# Amway Center
Amway Center este o arenă situată în centrul orașului Orlando, Florida. Arena găzduiește echipa Orlando Magic din NBA, Orlando Solar Bears din ECHL și Orlando Predators din National Arena League.
Amway Center a găzduit NBA All-Star Game din 2012 și ECHL All-Star Game din 2015. De asemenea, a găzduit unele meciuri din optimile de finală și optimile de finală ale turneului de baschet masculin NCAA Divizia I în 2014 și 2017. Pe 14 ianuarie 2013, Consiliul de Administrație al Arena Football League a votat acordarea ArenaBowl XXVI orașului Orlando în vara anului 2013.